# Полонский, Леонид Александрович
Леони́д Алекса́ндрович Поло́нский (настоящая фамилия — Леливо-Полонский; 1833, Виленский уезд, Виленская губерния, Российская Империя — 1913) — русский журналист и писатель.

## Биография
Леонид Александрович Полонский родился в 1833 году в Виленской губернии в дворянской семье.
Окончил Санкт-Петербургский университет по камеральному (административному) разряду.
Служил в канцелярии Военного министерства, затем в Министерстве народного просвещения в канцелярии министров Е. П. Ковалевского и А. В. Головнина.
Государственную службу Полонский совмещал с занятием журналистикой. Прекрасно зная несколько иностранных языков, он вел отдел иностранной политики в Русском инвалиде (1861), Современном слове (1862—1863), Санкт-Петербургских ведомостях (1864—1865), Голосе (1866—1865), Гласном суде (1866) и Сыне Отечества (1867).
Поместил в Библиотеке для чтения (1860) статью «Злоупотребления и неспособность в администрации», в Русском слове (1863) — статью «Польша и Испания».
Леонид Полонский первым начал вести в Санкт-Петербургских ведомостях еженедельный фельетон петербургской жизни, который после его ухода вели сперва В. П. Буренин, потом А. С. Суворин. Фельетоны эти Полонский подписывал псевдонимом Иван Любич.

#### Вестник Европы
С января 1868 года, когда Вестник Европы стал выходить ежемесячно, Полонский взял на себя в этом журнале отдел «внутреннего обозрения» и вел его на протяжении двенадцати лет. Либеральное направление этих обозрений, принесло Полонскому определенную известность.
Помимо отдела «внутреннего обозрения» в Вестнике Европы им опубликовано множество статей, за подписями Л. П., Л. Александров и Л — А — в, преимущественно по иностранной литературе, а также на исторические и экономические темы.
В 1873 и 1874 годах Полонским были составлены два тома приложения к «Вестнику Европы», под названием «Год». Образцом для этого издания послужил «Annuaire», некогда прилагавшийся к журналу Revue des Deux Mondes.
В «Вестнике Европы» были напечатаны повести Леонида Полонского «Надо жить» (1878) и «Сумасшедший музыкант» (1879), подписанные псевдонимом Л. Лукьянов.

#### Политическая газета «Страна»
С января 1880 года начал издавать собственную политическую газету «Страна», которая сперва выходила дважды в неделю, а с 1881 года — трижды. Газета сразу заняла передовое место в либеральной политической печати. К управлению графа Лориса-Меликова «Страна» относилась сперва сдержанно, но вскоре, убежденный беседами с руководящими деятелями того времени, редактор «Страны» стал относиться сочувственно к их намерениям, хотя держался совершенно самостоятельно и находил их действия слишком медлительными. Поддерживая основную мысль нового направления, «Страна» все-таки оставалась органом оппозиционным.
При графе Лорисе-Меликове газета получила два предостережения: 16 января 1881 года за статью о необходимости помилования Чернышевского и 4 марта того же года за статью по поводу покушения на Александра II 1 марта; одновременно получил предостережение и Голос — за то, что перепечатал статью «Страны» и высказал согласие с ней.
«Страна» вела едкую, хотя сдержанную по тону полемику с «Русью» и славянофильством вообще и постоянно защищала старообрядцев. Все передовые статьи в «Стране» с пометкой «Петербург» писал сам редактор.
В 1881 году Полонский поместил в своей газете повесть «Оттепель» с характеристикой тогдашнего момента.
В январе 1883 года «Страна» подверглась временному приостановлению с подчинением её впредь предварительной цензуре. По истечении срока она не была возобновлена (только в конце 1884 года вышел один номер для сохранения еще на один год права на издание).

#### Русская мысль
С октября 1884 до конца 1892 года Полонский вел «внутреннее обозрение» в Русской мысли. Там же была помещена им была помещена повесть «Анна» (1892), в которой сказывалось падение прежних надежд и отмечался момент появления новых людей — «удачников».
В 1891 году Полонский поместил в «Сборнике» в пользу голодающих, изданном Русской мыслью, рассказ «Денег нет». В 1885 году в том же журнале напечатал начало большого очерка о Викторе Гюго, а в 1888 году — статью о польском поэте Юлиуше Словацком.

#### Северный вестник
В 1893 г. вступил в журнал «Северный вестник» и до весны 1896 г. вел нем отдел «Провинциальная печать» под псевдонимом Л. Прозорова. В 1894 и 1895 годах в том же журнале ведет отделы «Внутреннее обозрение» и «Политическая летопись».
В 1883, 1884 и 1895 годах Полонский поместил несколько статей в «Новостях» по вопросам образования и экономическим, некоторые за подписью.

#### Иностранная пресса
Превосходное знание французского языка позволили Полонскому в 1881—1883 годах состоять постоянным петербургским корреспондентом газеты «Temps». В начале 80-х годов писал «Lettres de Russie» в парижской «Revue Universelle» и там же поместил перевод одной из сатир Салтыкова-Щедрина.
С конца 80-х годов помещал статьи на польском языке в петербургской газете «Kraj», а с половины 1896 г. принял более близкое участие в этой газете. Его статья «Мицкевич в русской литературе» помещена в изданном редакцией «Kraj» «Мицкевичевском сборнике».
В 1883 году Полонский издал сборник своих первых беллетристических очерков («Надо жить», «Сумасшедший музыкант», «Оттепель» вместе с двумя очерками из Бёрнанда) под общим заглавием «На досуге».
Повесть «Надо жить» переведена на французский язык госпожой Мицкевич (женой сына знаменитого поэта) и напечатана в «Revue Universelle».
Характерной чертой Леонида Полонского было полное пренебрежение к известности: огромное большинство его статей являлись вовсе без подписи, а некоторые — с постоянно менявшимися псевдонимами.